# Fucin
Le Fucin (en italien : Fucino) est une plaine du centre de l'Italie située dans les Abruzzes, dans la province de L'Aquila, à l'emplacement d'un lac endoréique qui a été drainé.

## Histoire
C'était à l'origine un grand lac endoréique, nommé lac de Celano, qui fut asséché définitivement en 1859.
Situé à l'est de Rome, en plein centre de la péninsule Italique. D'après Strabon, il arrivait que ce lac parfois déborde, parfois s'assèche ; mais il pouvait malgré tout offrir des terres arables de qualité si le niveau des eaux pouvait être baissé artificiellement. Jules César avait ainsi songé défendre les rives du lac contre les inondations au moyen de canalisations, mais son successeur Auguste ne voulut pas se consacrer à cette entreprise.
Ce n'est que Claude qui plus tard reprit le projet de César. Au terme de onze ans de travaux, avec trente mille hommes à l'ouvrage, il ne put cependant aboutir à un résultat définitif. 
Lorsque les travaux du canal d'écoulement de Claude arrivèrent à leur terme, l'empereur consacra l’étape finale de son chantier en organisant un grand spectacle de naumachie (ses prédécesseurs avaient déjà offert au peuple ce genre de divertissement, mais plus souvent dans des bassins artificiels, et rarement sur une véritable étendue d'eau).
Durant leurs règnes respectifs, Trajan et Hadrien reprirent les opérations d'assèchement du lac Fucin, mais ce n'est qu'au XIXe siècle que Alessandro Raffaele Torlonia chargea l'ingénieur suisse Jean François Mayor de Montricher de percer un nouvel émissaire, passant par l'Incile del Fucino, et que le lac disparut définitivement pour laisser la place à des champs cultivés.

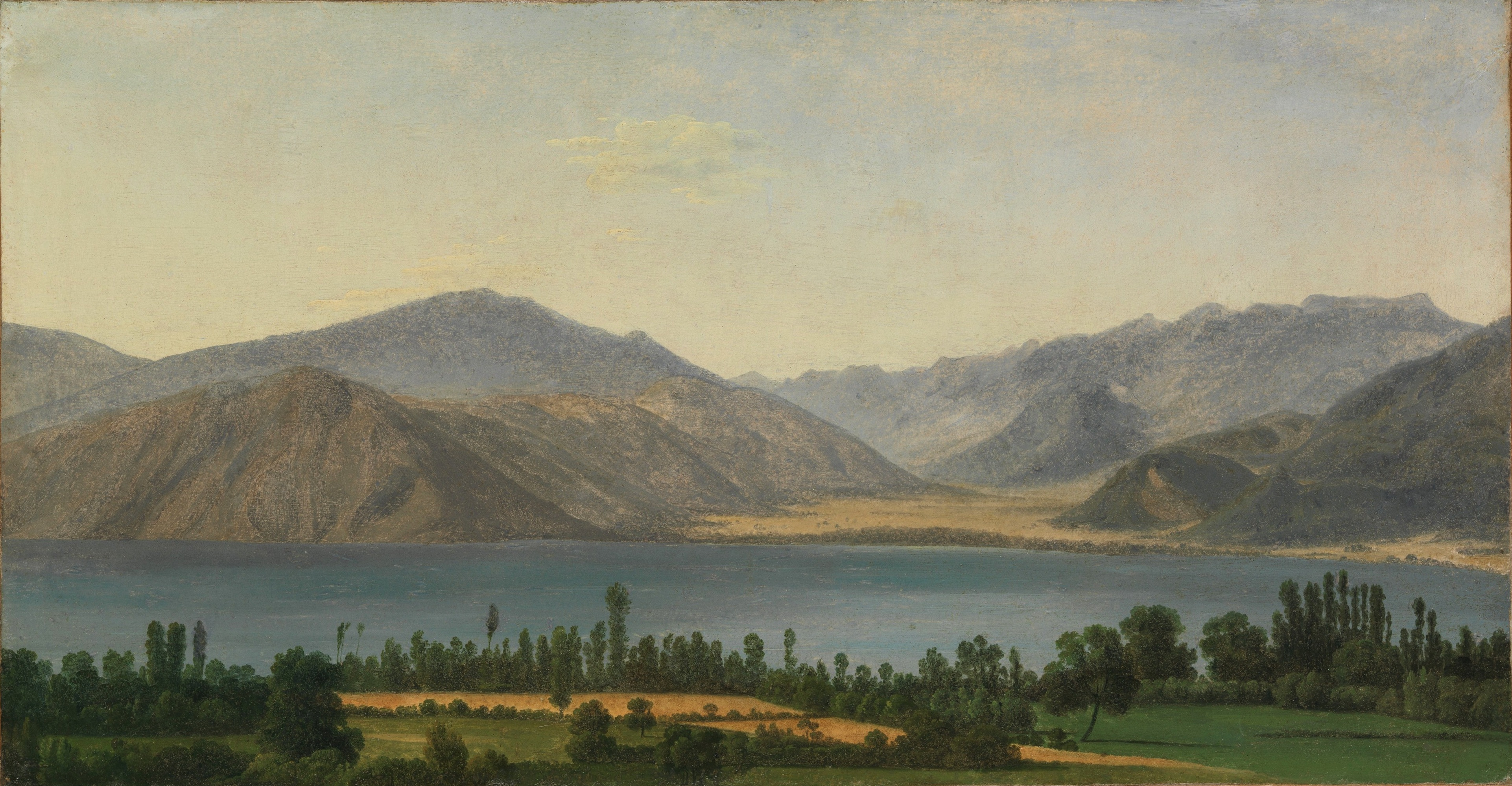
Jean-Joseph-Xavier Bidauld - Lac Fucino et les montagnes des Abruzzes (vers 1789).
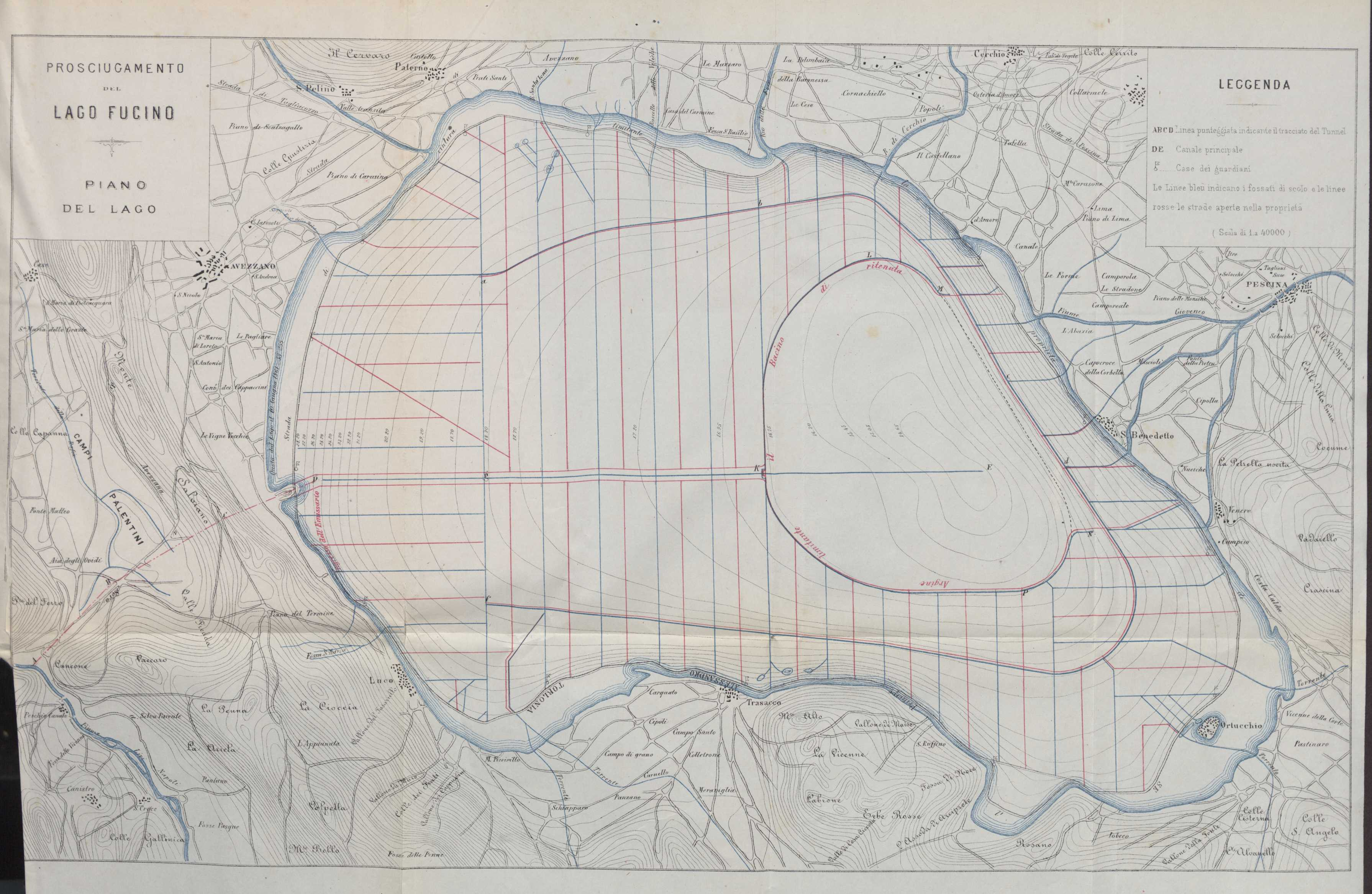
Plan du drainage du lac, 1875.

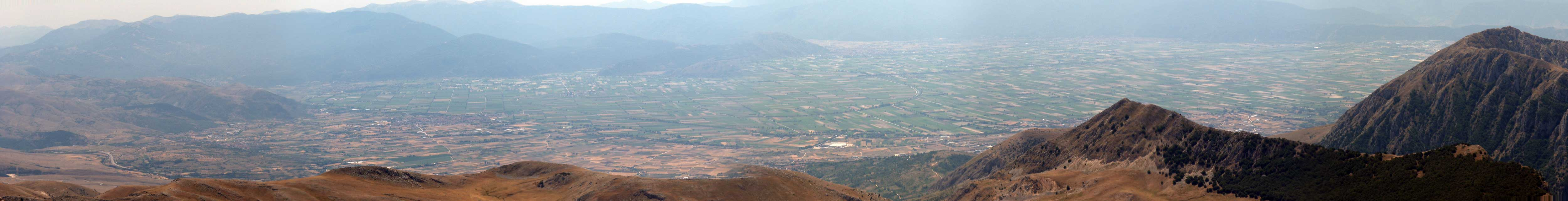
Le bassin du lac Fucin de nos jours, vu du Monte Sirente.